# Pontomyia natans
Pontomyia natans (лат.) — вид комаров-звонцов из подсемейства Chironominae. Родовое название происходит от др.-греч. πόντος — «море» и др.-греч. μυῖα — «муха». Видовое название происходит от лат. natans — «плавать». Вид был обнаружен Патриком Бакстоном и описан Фредериком Эдвардсом в 1926 году.

## Описание

### Самцы
Голова трапециевидная, плотно прилегает к груди. Глаза широко расставлены. Первые два членика усиков (скапус и педицель) широкая и короткие. Жгутик усика состоит из 13 члеников. Первый членик короткий, остальные тонкие и цилиндрической формы. Щупики состоят из 2—3 сегментов. Грудь яйцевидная с тремя коричневатыми полосками на среднеспинке, почти голая за исключением коротких щетинок на щитке. Крылья редуцированы. Передние ноги длинные. Тазики широкие и конические, с переменным числом мелких щетинок. Бёдра короткие, голени немного длиннее и стройнее бёдер. Первый членик лапок самый длинный. Коготков на лапке нет. Брюшко с восемью отчетливыми сегментами слегка сужено на конце.

### Самки
Голова небольшая, плотно прилегающая к грудной клетке. Усики, ротовые органы, крылья, жужжальца и передние ноги отсутствуют. Грудь без признаков сегментации. Четыре задние ноги укорочены, с двумя короткими базальными сегментами (тазики и вертлуги), далее следуют более длинный членик с двумя волосками на вершине и маленький конечный членик. Брюшко цилиндрическое, слабо хитинизовано, за исключением последнего сегмента.

### Личинки
Длина взрослой личинки около 5 мм.

## Экология
Обитают в сублиторальных лужах в зоне отлива. Жизненный цикл полностью проходит в морской воде. Самцы плавают, используя передние ноги, а самки живут в коконах внутри грязевых трубок. Личинки питаются водорослями или морскими растениями. Личинок и куколок можно обнаружить среди зарослей морского растения из семейства водокрасовых Halophila. Продолжительность развития личинок около трёх месяцев. Куколки всплывают на поверхность. Имаго появляются через 30 минут после заката солнца, самки появляются примерно через 20 минут после самцов. Самцы активно скользят по поверхности воды в поисках самок. Спаривание происходит на поверхности воды, а не под водой. Самцы умирают вскоре после одного-двух спариваний, а самки — вскоре после откладки яиц. Яйца откладываются в рулоны и опускаются на дно. Продолжительность жизни взрослых особей более трёх часов.

## Распространение
Впервые вид был описан по экземплярам с острова Самоа, а затем был найден на острове Фиджи, в Японии, Малайзии, Маршалловых Островов, Новой Каледонии, на Тайване и в Австралии; в Индийском океане он известен с острова Рождества и Мальдивских островов.